# 日本鐵路運輸

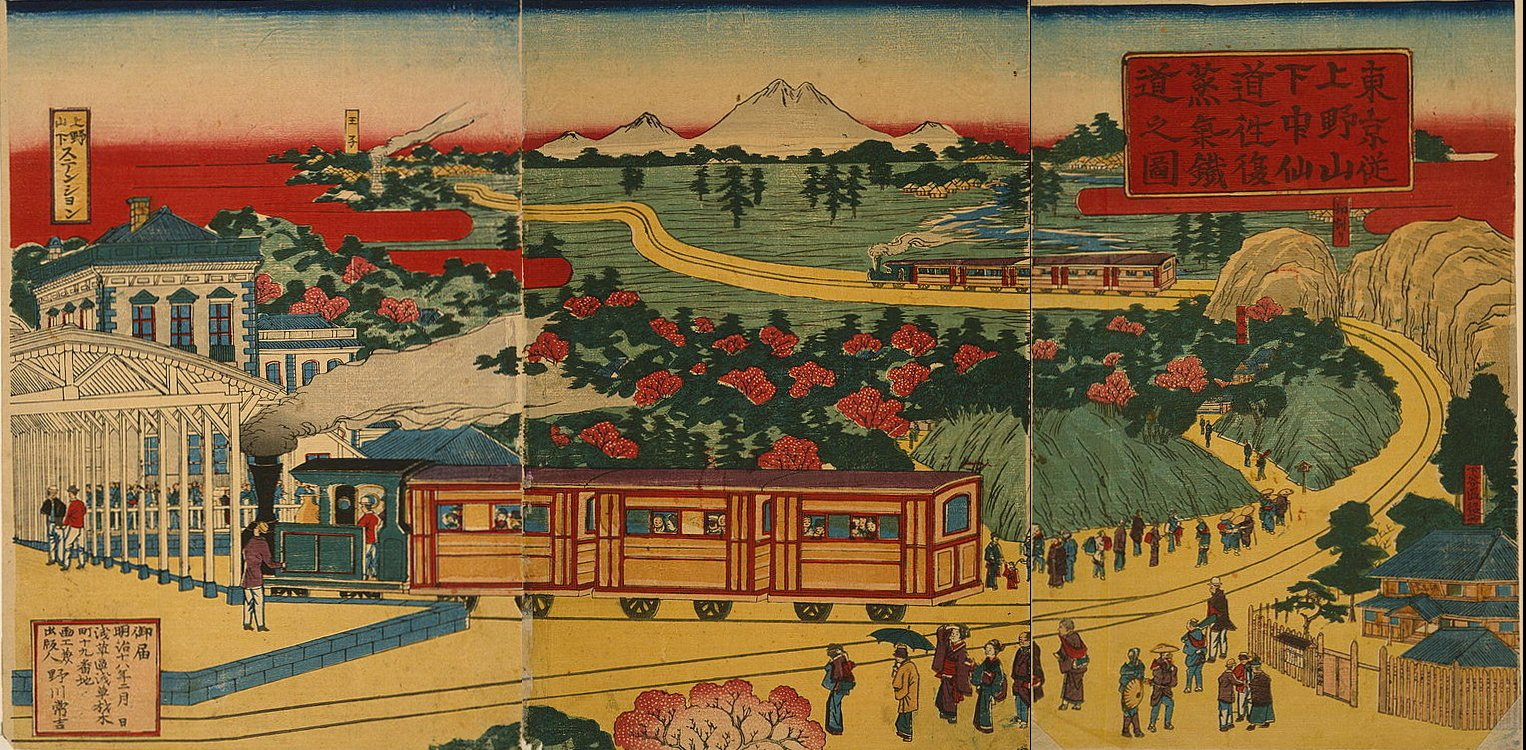
1885年上野站繪圖

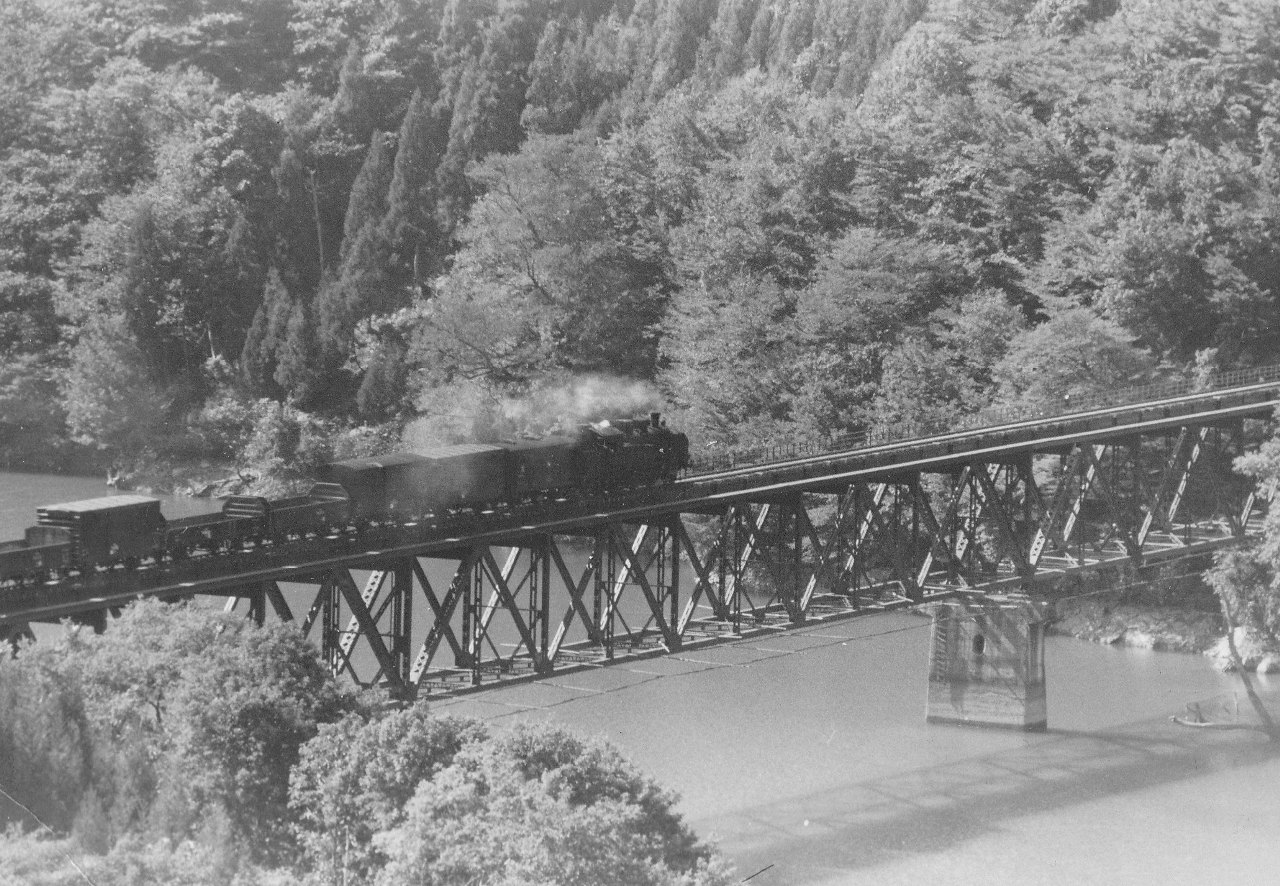
1973年C11蒸氣機關車於會津西方站

日本的鐵路（日语：／ Tetsudō */?）發展始於幕末時期，第一條鐵路則開通於明治5年（1872年），至第二次世界大戰爆發前，各式鐵路系統已深入日本全國各地，城市軌道交通系統則處於萌芽階段。1945年終戰後，日本的鐵路事業進入新的發展期，而1960年代面世的新幹線，使日本鐵路的發展水準達到世界前列。現今日本是全世界鐵路事業最發達的國家之一（含運輸服務及相關上游產業），除了原屬國營的JR集團之外，民營鐵路也非常興盛，在東京、大阪等重要都市亦有發達的地鐵與通勤鐵路系統。此外，日本各地尚有多家以服務非都會地區為主的第三部門鐵道。

## 概要
日本的鐵道，是基於鐵道事業法而建設，並由國土交通省管轄，而軌道是基於軌道法而建設。在法例上鐵道與軌道是不同的，但一般都只稱作鐵道。鐵道事業法跟軌道法是屬於兩個不同類別，鐵道事業法是由舊有的運輸省管轄，而軌道法則是舊有的運輸省與舊有的建設省共同管轄。運輸省與建設省於2001年合併為國土交通省。
在部分私人地方，存在著不基於鐵道事業法及軌道法建成的鐵道。這些鐵道大多是旅館用作迎送客人之用。
日本的人口密度較高，無論是都市內運輸，或是都市間的運輸，鐵道都擔當著重要角色，日本鐵道的輸送力，約佔全國的四成。日本的鐵道是世界上最準時、提供最佳旅客服務的鐵道之一。日本的高速鐵路系統——新幹線，其路線連結東名阪、札仙廣福等大都市，均由前身為國鐵的JR集團經營。
鐵道雖遍佈全日本，可是在一些人口密度較低的地區，經營鐵道十分困難，但仍有部分努力經營的中小型鐵道公司能夠賺得盈餘。

## 定義
日本法律中，鐵道事業法施行規則第四條裡，有如下规定：

第四條 法第四條第一項第六號的國土交通省令中规定的鐵道種類如下：
一 普通鐵道 - 最普遍的鐵道（2條用鐵的鋼軌上走行。→从新幹線到輕便鐵道、人車軌道）
二 懸垂式鐵道 - 懸垂式單軌鐵路、廣島短距離交通瀨野線
三 跨座式鐵道 - 跨座式單軌鐵路
四 案內軌條式鐵道 - 旅客捷運系統（AGT）、公車捷運系統（GBS）
五 無軌條電車 - 無軌電車
六 鋼索鐵道 - 纜索鐵路
七 浮上式鐵道 - 磁懸浮列車、超電磁懸浮列車（但也存在不悬浮，属于第一项的超電磁懸浮列車。→直線電動機式電車等）
八 上述鐵道以外的鐵道

符合上記第八项的，2005年日本國際博覽會（愛・地球博）的IMTS（2005年日本国際博覧会協会愛・地球博線）以「磁氣誘導式鐵道」之名追加。
除此之外，过山车和索道有些类似于铁路，但不包含在铁路中。然而，根据与铁路相同的法律（铁路商业法），索道和缆车被定义为“索道业务”。

## 运营商
日本全國的主要鐵道路線曾经由国家来经营，但经过从行政機關向公共企業體（國鐵）等的改革，再经过國鐵分割民營化後，國鐵解散，由JR集团7公司继承。
JR集团之外、各地区还存在多家民营铁道公司（私鐵）。位于大都市圈的大型民营铁道公司、準大型民营铁道公司主要运营连接都心和郊外铁路網。中小型民营铁道公司多数主要致力于连接JR車站与偏远城市的铁道。大都市内还存在地下鐵。日本的地下鐵是以特殊會社或是地方公營企業（公營交通）的形態来运营的。
除了JR與私鐵，還有一種由地方政府與在地企業合資的第三部門鐵道公司，大多經營原國鐵與JR的路線，以維持地方上居民交通與貨物列車行駛需求。
路面電車根据軌道法，大多数不属于严格意义上的「鐵道」。路面電車正逐渐撤废中，但現在一部分都市仍在運行，也存在地方公營企業的形態和民間企業的形態。

### JR集团
1987年，原屬公營事業機構的日本國有鐵道（國鐵）進行分割及民營化成为JR集团，主要由依據《旅客鐵道株式會社及日本貨物鐵道株式會社相關法律》（一般簡稱為「JR會社法」）成立的7家JR公司組成。在這7家JR公司中，東日本旅客鐵道（JR東日本）、東海旅客鐵道（JR東海）、西日本旅客鐵道（JR西日本）以及九州旅客鐵道（JR九州）已成為上市公司，国有股份也已全部售出，達成完全民營化。
但另一方面，北海道旅客鐵道（JR北海道）、四國旅客鐵道（JR四國）、日本貨物鐵道（JR貨物）則仍根据JR會社法，為日本政府100%出資但以公司形態營運的特殊會社（依照特別法成立的國營公司，屬於特殊法人的一種），股票也未上市。这三家公司因為負責的營運區域或項目基於人口、經濟活動等無法抗拒的外部因素，營運基礎較為脆弱，無法單靠鐵路運輸的經營達到收支平衡，而經常需要仰賴中央或地方政府的預算支援，因此其經營的重點在於鐵路運輸業之外的多角經營，盡可能提升公司的整體經營利益。

### 大手私鐵
16家大型民营铁道公司（通稱大手私鐵）以大都市为中心，承担了大量的客流量。但是，受日本全體人口減少的影響，客流量有减少的趋势。这些大手私鐵中，不仅在鐵道事業，在巴士事業和不动产事業等方面收益的公司也有很多。
一般来说，以下16家铁路公司被称为主要私营铁路公司。前9家公司位于东京地区，5家公司位于大阪地区，其中连接两个大都市区的近铁公司、名古屋地区唯一的名铁公司、福冈地区唯一的西铁公司。
- 東京地下铁（東京地铁）
- 東武铁道
- 西武铁道
- 京滨急行電铁
- 東急電铁
- 京成電铁
- 小田急電铁
- 相模铁道
- 京王電铁
- 名古屋铁道
- 近畿日本铁道
- 南海電气铁道
- 京阪電气铁道
- 阪急電铁
- 阪神電气铁道
- 西日本铁道

### 中小私鐵
一般来说，以下五家铁路公司被称为准大手私铁。
- 新京成电铁（已合并入京成）
- 泉北高速铁道
- 北大阪急行电铁
- 神户高速铁道
- 山阳电气铁道

主要城市附近的准大手私铁参与沿线开发和车站附近商业设施的运营，业务基础相对稳定。其他地方中小型民营铁道公司（通稱中小私鐵）經營状况都不佳。都市近郊的準大手私鐵依靠铁道沿線的住宅開發，影響不是很大。但是，除此之外的郊外农村地区的民营铁道公司大都亏损。除了有觀光資源、有一定程度需要的地方之外，铁道路線都不断縮短、廢止。地方自治體經營状况的惡化导致補助金減少或是被取消。自鐵道事業法修正之后，只需提出申请，就可能廢止铁道路线。

### 公營鐵道等
地方公共團體出资、以及民間企業和地方公共團體共同出資的鐵道在交通網薄弱的地域是不可或缺的。然而，在郊外农村地区，由於公路的發達、私人運具的普及和人口減少，接手國鐵的亏损路線，經營大多都甚为艰难。在都市地区，有些路线由于高昂的建设费用导致高价的车票，从而陷入了客流量难以扩大，沿線開發无法进展，就更难以吸引客流的恶性循环。但也有诸如筑波快线、智頭急行之类，有较高客流量的鐵道路線。

## 旅客运输
| 运营商   | 输送量 （千人） | 输送量 （总量） |
| -------- | --------------- | --------------- |
| JR北海道 | 94,371          | 2,234,907       |
| JR東日本 | 4,536,596       | 84,550,898      |
| JR東海   | 363,589         | 24,609,783      |
| JR西日本 | 1,425,216       | 34,110,292      |
| JR四国   | 33,863          | 875,935         |
| JR九州   | 251,050         | 5,564,720       |
| 東武     | 677,046         | 8,576,472       |
| 西武     | 471,752         | 6,129,730       |
| 京成     | 208,714         | 2,534,868       |
| 京王     | 450,644         | 5,174,055       |
| 小田急   | 525,225         | 7,581,302       |
| 東急     | 805,783         | 7,376,243       |
| 京急     | 334,904         | 4,354,440       |
| 相鉄     | 174,827         | 1,846,771       |
| 名鉄     | 296,235         | 5,228,401       |
| 近鉄     | 425,869         | 7,210,138       |
| 南海     | 178,159         | 2,704,849       |
| 京阪     | 207,726         | 2,834,177       |
| 阪急     | 485,104         | 6,481,959       |
| 阪神     | 183,551         | 1,657,108       |
| 西鉄     | 79,048          | 1,120,731       |

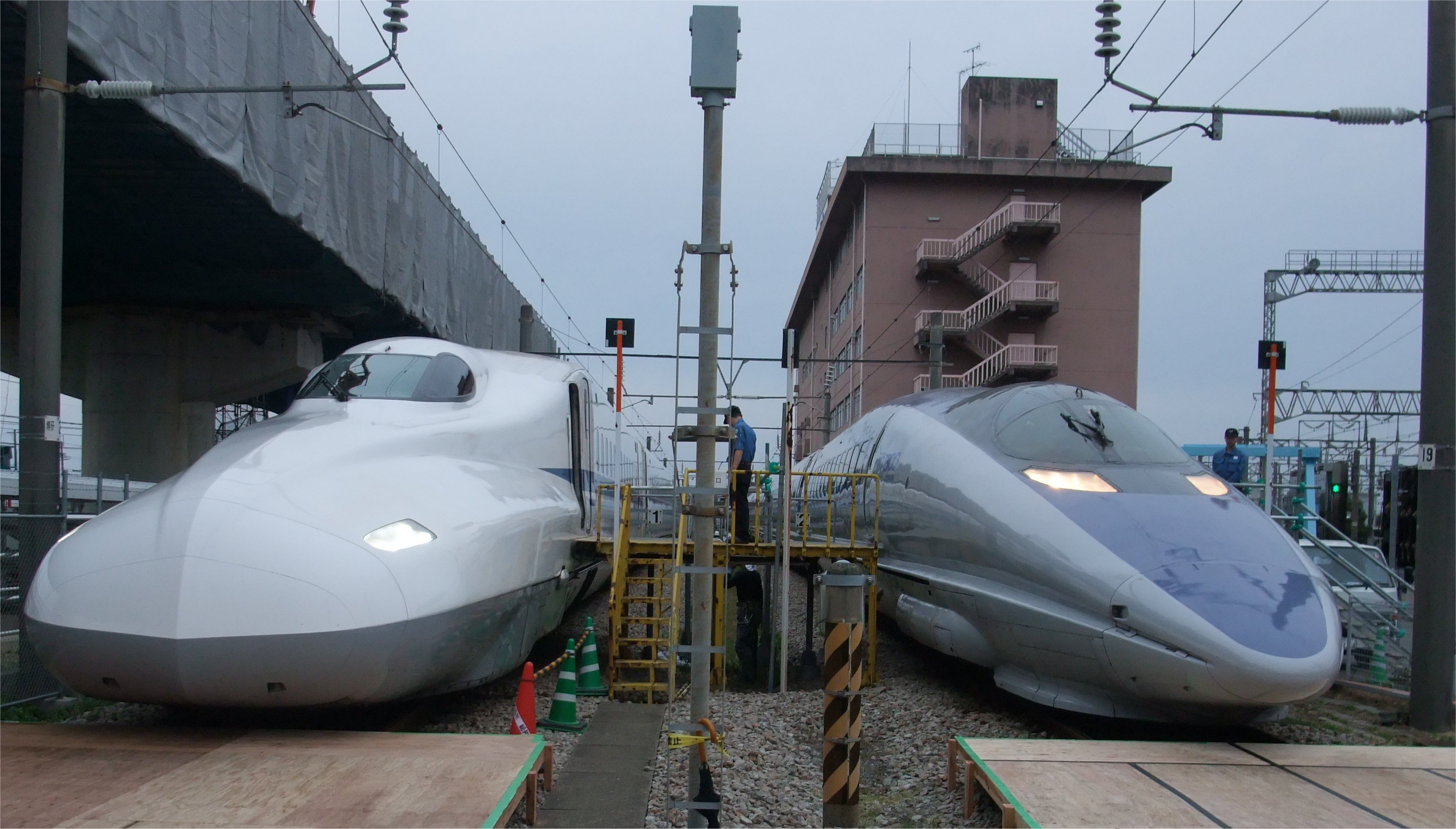
500系和N700系新幹線

JR磁浮實驗車

日本铁路的客运量很高，特别是东海道新干线作为城市铁路连接东京和关西地区的主要线路以及城市之间，是世界上輸送密度运输密度最高的铁路之一。东京和新大阪之间的东海道新干线的运行频率与通勤列车一样，每小时运行多达16趟列车，但以如此大的运量和频率连接中长途城市的高速铁路并不多见。

### 速度
专为高速运营而设计和建造的新干线列车，西明石以西的山陽新幹線“希望号”最高速度为300公里/小时，东北新干线“隼号”宇都宫-盛冈之间的最高速度为320公里/小时。
另一方面，在來線的最高时速只有少数线路达到160公里/小时，即使是重要干线也普遍维持在120-130公里/小时。主要原因是
- 多数线路为1067公釐的窄軌，较小的车身难以搭载高输出的电动马达、更無法以較高時速平穩行駛。
- 多山地形导致弯道较多（对于蒸氣機車，要增加弯道以尽量減低坡度）。
- 密集的人口导致大量公路交叉口的存在，因此有紧急刹车后600米内停车的规定，进而影响车速

### 安全對策
自從JR福知山線出軌事故發生以後，市民對鐵道運輸的安全性及信心有下降趨勢。各鐵道公司亦紛紛投資在安全問題上，除了自動列車控制裝置(ATC)等主要對策之外，安裝月台幕門等較細微的事項亦沒有忽略。

### 無障礙運輸
隨著無障礙運輸交通法的施行，各公司都將轄下的設施無障礙化，以方便殘疾人士使用。主要以市中心由市中心車站開始，加設電梯及升降機等等。車站洗手間亦更換成多用途洗手間，不少列車內的洗手間同樣更換為多用途式。但是，仍有不少業務不佳的公司沒有實行無障礙化。

### 相关服务
为了提升客流量，服务品质的提升是不可或缺的一环。因此，各事業者都想尽各种方法以期能吸引乘客──从车站服务人员教育等的软件质量提升，到简化複數路線利用方法，引入通用交通卡（例如PASMO等）甚至是信用卡付费方式等的硬體品质提升。
另一方面，大多数铁路公司通过在车站楼内引入各种商店，为乘客提供了方便，同时也确保了公司收益。JR也摆脱了国营企业的束缚，以大都市的主要站点为中心，大量的出租店铺在车站楼内开店。然而，在车站楼内这样一个有利位置开店，也给车站周边的商店带来了一定的影响。

### 拥挤不堪的城市客运交通

#### 客流量密度高

东京地区31个主要路段高峰时段平均拥堵率趋势（铁道局、国土交通省）

在东京地区，山手线和中央快速线等线路上的10辆编组列车可运送3,000至4,000名乘客，双轨列车在高峰时段每小时可运送约10万名乘客，这是仅次于莫斯科地铁138,000人/小时的第二高交通密度。曾一度大量引进六门车，这种车辆的设计与其他国家不同，因为在繁忙的时候它们可以容纳所有的椅子。其他国家也经常引入严酷的高峰时间。
虽然世界上最大的首都圈东京都区的经济活动如果没有这样的铁路就不可能进行，但从人们的舒适和福利的角度来看，存在问题。自经济高速增长时期以来，日本一直在努力增强交通能力以缓解拥堵，例如引入多条四線鐵路（以日本国家铁路公司的“五管齐下”通勤战略为代表）以及营团地下铁开通新线路等，但随着事态的发展，人口集中在东京的情况还远没有得到解决，而且基础设施的强化由于日本国家铁路和日本旅客铁道公司的私有化而陷入停滞，因此迄今为止还没有看到根本性的改善。此外，由于铁路运营亏损，运营商进行精简，减少了运营列车数量和车队车辆数量，近年来，即使在高峰时段，地方铁路线的拥挤也已成为常态。

#### 上下车旅客较多的车站

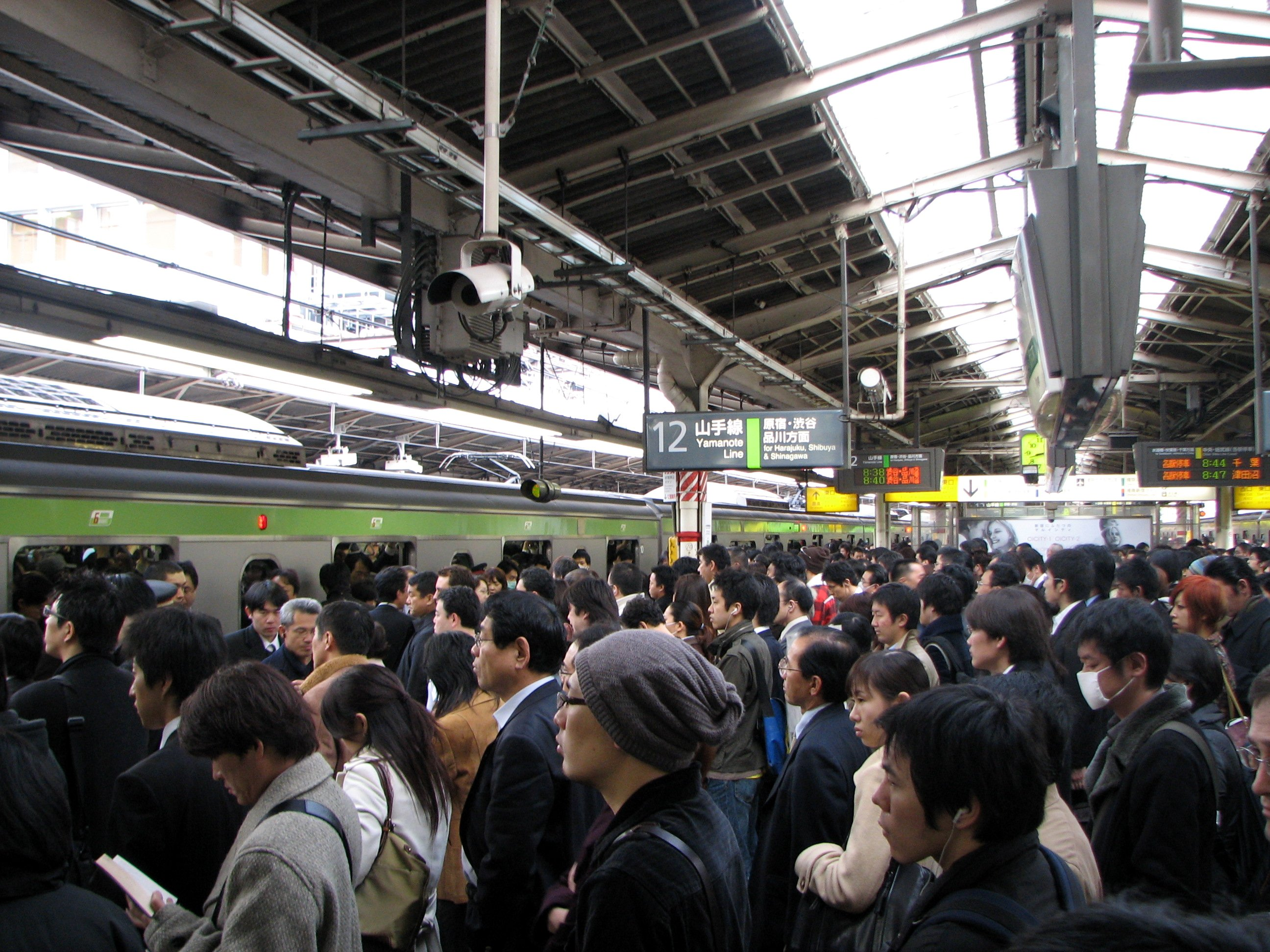
新宿站

由于客流量大、运输密度大、乘客占比大。全球载客量最多的车站是日本的新宿站（仅JR东日本每天约150万人次，包括私营铁路约350万人次），此外，日本的以下车站位居世界第二以下：涩谷站、池袋站、梅田站/大阪站、横滨站。
另一方面，日本以外旅客人数最多的车站是台湾的台北站，其次是巴黎北站，每年载客量为1.9亿人次（仅法国国家铁路，不包括地铁）。每天的人流量约为52万人次，是新宿站人流量的七分之一，在日本车站中仅与阪急梅田站相当。
这些高要求、市场份额和时间精度也会影响稍后讨论的其他特性。此外，根据三戸祐子的说法，人们认为高需求和准时性是相互影响的。

## 貨物輸送
货运铁路运营商有22家。
随着國鐵分割民營化，貨物运输方面由日本貨物鐵道（JR貨物）来接手。铁路货运曾经是日本货运的支柱，但自20世纪60年代以来，由于高速公路网络的扩张、送货上门服务的扩大以及对日本国铁货运失去信任，货运量有所下降。20世纪70年代末，由于罢工，日本国铁的数量急剧减少，货运列车和设备进行了大幅重组，并移交给JR货运以精简管理。
即使JR貨物成立后，铁路貨物运输量仍维持在较低水平。之後，从環境保護以及发挥铁路运输优势的视点出发，从普通货车转向集装箱化，引入新车型来提高车速，从而使JR貨物开始扭亏转盈。
然而，以郊外农村地区貨物运输为中心的中小型民营铁道（臨海鐵道等）仍大量经营困难。

## 统计

### 运输份额
|                                    | 1965  | 1970  | 1975  | 1980  | 1985  | 1990  | 1995  | 2000  | 2005  | 2010  | 2012  | 2014  | 2016  | 2018  | 2019  | 2020  |
| ---------------------------------- | ----- | ----- | ----- | ----- | ----- | ----- | ----- | ----- | ----- | ----- | ----- | ----- | ----- | ----- | ----- | ----- |
| 汽车                               | 1,208 | 2,842 | 3,609 | 4,317 | 4,893 | 8,531 | 9,174 | 9,513 | 9,330 | 777   | 757   | 726   | 701   | 701   | 656   | 256   |
| 鉄道                               | 2,555 | 2,888 | 3,238 | 3,145 | 3,301 | 3,875 | 4,001 | 3,843 | 3,912 | 3,934 | 4,044 | 4,159 | 4,290 | 4,418 | 4,350 | 2,631 |
| 水運                               | 34    | 48    | 69    | 61    | 58    | 63    | 55    | 43    | 40    | 30    | 31    | 30    | 33    | 34    | 31    | 15    |
| 航空                               | 30    | 93    | 191   | 297   | 331   | 516   | 650   | 797   | 832   | 738   | 779   | 868   | 888   | 962   | 945   | 315   |
| ※ 2010年起不包括私家车和轻型车辆。 |       |       |       |       |       |       |       |       |       |       |       |       |       |       |       |       |

|                                                        | 1950 | 1955 | 1960 | 1965 | 1970  | 1975  | 1980  | 1985  | 1990  | 1995  | 2000  | 2005  | 2010  | 2015  | 2017  | 2018  | 2019  |
| ------------------------------------------------------ | ---- | ---- | ---- | ---- | ----- | ----- | ----- | ----- | ----- | ----- | ----- | ----- | ----- | ----- | ----- | ----- | ----- |
| 汽车                                                   | 54   | 95   | 208  | 484  | 1,359 | 1,297 | 1,789 | 2,059 | 2,742 | 2,946 | 3,131 | 3,350 | 2,432 | 2,043 | 2,108 | 2,105 | 2,138 |
| 鉄道                                                   | 312  | 427  | 539  | 567  | 630   | 471   | 374   | 219   | 272   | 251   | 221   | 228   | 204   | 215   | 217   | 194   | 200   |
| 内陸海運                                               | 255  | 290  | 636  | 806  | 1,512 | 1,836 | 2,222 | 2,058 | 2,445 | 2,383 | 2,417 | 2,116 | 1,799 | 1,804 | 1,809 | 1,791 | 1,697 |
| 航空                                                   | 0.0  | 0.0  | 0.1  | 0.2  | 0.7   | 1.5   | 2.9   | 4.8   | 8.0   | 9.2   | 10.8  | 10.8  | 10.3  | 10.6  | 10.7  | 9.8   | 9.3   |
| ※ 汽车数据不连续，因为聚合方法自2010年以来发生了变化。 |      |      |      |      |       |       |       |       |       |       |       |       |       |       |       |       |       |

尽管由于20世纪50年代和20世纪50年代汽车（机动化）的普及而大幅下降，但日本的铁路客运份额仍保持在30%左右，是世界上最高的。铁路和新干线，特别是在东京和大阪地区，每天都受到人们的使用和喜爱，因为与其他交通工具相比，它们相对方便。然而，在东京和大阪地区以外的农村地区，汽车更方便，而火车往往不被大量使用。货运份额仍处于略低于5%的低水平（2019年）。

### 运输数量
| 年     | 旅客輸送  | 货运输送  |
| ------ | --------- | --------- |
| 昭和40 | 4,278,671 | 4,151,793 |
| 45     | 5,291,582 | 4,125,914 |
| 50     | 5,878,893 | 2,982,165 |
| 55     | 6,123,283 | 2,188,584 |
| 60     | 6,113,268 | 1,190,771 |
| 平成2  | 7,176,375 | 1,483,303 |
| 7      | 7,531,706 | 1,454,950 |
| 12     | 7,770,227 | 1,247,096 |
| 17     | 8,237,240 | 1,192,123 |
| 19     | 8,301,381 | 1,270,008 |
| 21     | 8,376,123 | 1,228,156 |
| 22     | 8,332,137 | 1,131,987 |
| 23     | 8,288,215 | 1,101,298 |
| 24     | 8,419,252 | 1,112,761 |
| 25     | 8,468,738 | 1,153,618 |
| 26     | 8,481,176 | 1,089,722 |
| 27     | 8,610,770 | 1,231,867 |
| 28     | 8,645,444 | 1,193,760 |
| 29     | 8,677,590 | 1,200,296 |
| 30     | 8,683,466 | 1,146,342 |
| 令和   | 8,770,453 | 1,248,597 |
| 2      | 8,503,218 | 1,210,085 |

昭和30年代（1955年-1964年）之前总体上是增加的趋势，但昭和30年代以后，随着高度經濟成長期的產業结构的變化导致的人口分佈的變化（向大都市集中）以及汽车的普及，郊外、农村等地的中小型民营鐵道的客流量逐渐减少，许多铁道被撤废。昭和40年代（1965年-1974年）後半段以后，由于机票价格低廉化以及高速公路網渐趋完备，長距離铁路客运的需求逐渐减少。
現在由于少子化、高齡化以及人口分佈的都心回归等现象，不仅是农村地区的中小型民营铁路，大都市圈的民营铁路的连接都心与郊外的铁路客流量也出现了减少的情况。
另一方面，都市部也存在客流量逐年增加的铁道线路，以及新开线路导致的客流量增加。在农村部，由于对抗公路与航空的竞争策略以及觀光客的增加，一部分路線也有客流量增加的情况。

## 歷史
日本第一条铁路于1872年（明治5年）开通，由国家政府兴建，日本铁路本打算归国有，但由于后来爆发的西南戰爭导致政府财政困难，干线铁路网有些是由日本鐵道等私营铁路建造的。但甲午、日俄战争后，从军事交通角度考虑铁路国有化的想法增多，并于1906年（明治39年）颁布了《鉄道国有法》，日本铁路网基本被控制由国家政府决定实施。一些私营铁路仍然是私营的，但只负责某一地区的运输。此后，根据《鉄道敷設法》，私营铁路被收购并国有化。
《铁道国有法》之后直至二战结束后，国家政府（鉄道寮→鉄道院→鉄道省→運輸省）直接运营国家的干线（国铁），1949年（昭和24年）改组为公营公司（日本國有鐵道），但在1987年后，日本国铁本身因1987年国铁分割民营化而解散，由JR集團的七家公司继承。

### 时间线
- 1872 - 井上胜开通日本第一条新桥（东京）和横滨之间的铁路
- 1881 - 创立日本第一家私营铁路公司日本铁道
- 1882 - 北海道第一条铁路凤内铁道（英语：Horonai Railway）开通
- 1888 - 四国第一条铁路伊予铁道开通
- 1889 - 九州第一条铁路九州铁道开通
- 1889 - 东海道本线竣工
- 1893 - 8620级蒸汽机车，日本第一台量産的蒸汽机车
- 1895 - 日本第一辆有轨电车在京都开通
- 1895 - 日本收购台湾铁路
- 1899 - 韩国第一条铁路京仁铁路开通
- 1906 - 桦太厅第一条铁路开通
- 1906 - 南满铁路奠基
- 1906-1907 - 17条私营铁路国有化
- 1914 - 东京站开通
- 1925 - 山手线开通
- 1927 - 东京地铁开通，亚洲第一条地铁
- 1942 - 连接本州和九州的关门隧道开通
- 1945 - 二战结束；铁路遭到严重破坏
- 1949 - 在同盟国最高司令官的授意下，铁道省（JGR）改组为公共国有企业，名为日本国有铁道（JNR）
- 1956 - 东海道本线电气化完成
- 1958 - 回声号列车，东京和大阪之间的第一辆动车组快车
- 1960 - 初夏号列车（英语：Hatsukari），上野（东京）和青森之间的第一条柴联车特快
- 1964 - 东京和新大阪之间的第一条新干线开通
- 1975 - 蒸汽机车从所有JNR服务中退役（切换器一直保留到1976年）
- 1980 - 颁布国铁重建法；将放弃低利润线路
- 1987 - 国铁私有化；JR集團公司接替了前国铁。
- 1988 - 连接本州和北海道的青函隧道开通
- 1988 - 连接本州和四国的濑户大桥开通

### 個別項目
以下項目可以参考。
- 整备新干线
- 日本国有鉄道（国鉄）
- 日本电车史
- 日本气动车史
- 日本蒸汽机车史
- 日本电力机车史
- 日本内燃机车史
- 日本的改軌論争
- 日本国铁时刻表修订
- JR时刻表修订
- 铁路事故

## 使用车辆
1872年10月新桥至横滨铁路开通时，使用车辆为英国进口10台蒸汽机车。1907年，购入美国机车公司蒸汽机车26台。1911年至1912年间，又分别购入匈牙利美国机车公司蒸汽机车26台8900型蒸汽机车36辆。1914年后，新购入车辆由进口车逐渐变为以国产车为主。1910年代，日本铁道省新购车辆以三菱、日立、日车、川崎以及汽车制造等机车为主。1929年，日本铁路首次运营柴油机车，是从德国埃斯林根机械制造厂以及克虏伯公司引进的，虽然仅仅只有两台，但对日本柴油机车的发展发挥了重要的作用。之后，日立、日车、川崎又先后研制DB10型和DD10型。1950年代后，日本几乎不再从外国引进铁路车辆。1927年，东京地铁开通运营，使用1000系電力動車組。1949年，铁道省改组为日本国有铁道，针对车型繁杂和维护不便等问题，决定减少使用的车型。1958年，日本国铁利用101系電力動車組的技术生产了151系列車列车。1960年后，在继续发展交流电机车的基础上，日本国铁开始研制高速动车组列车。研制成功的1000型电力动车组曾在1963年3月30日创下最高时速256公里/小时的纪录。1964年东海道新干线开通运营，使用新幹線0系電聯車。
1971年，交直流電車开始于日本国铁投入服务。1986年国铁分割民营化后，JR集團开始大规模减少列车数量，JR东日本曾在东北地区推出了全长座JR东日本701系电力动车组，并在随后几年内逐渐实现了车队的动车组化。2010年后，日本各家铁路公司新购入车辆逐渐以国产客运动车组以及货运机车和车厢为主。截至2024年7月，JR/私铁・第三部门铁道绝大多数为通勤型電力動車組，以及JR运营新干线高速动车组，包括混合动力、纯电动、柴油、燃料电池以及少量蒸汽为动力。日本铁路曾引进英国、德国和美国等国的车辆，但已全数退役。

## 与其他国家连接
作为一个岛国，日本暂时还没有与周边国家建立跨海铁路联络，但有部分建设的建议。也有存在票务上的共用。

### 韩国
韓國與日本並無任何鐵路連接。不過韓國鐵道公社和西日本旅客鐵道設有聯合鐵路通行證「韓日共同乘車券」（한일공동승차권），包括打折扣的KTX和新幹線車票，以及一張釜山－下關/福岡的渡輪票。有計劃提出興建橫跨朝鮮海峽的日韓海底隧道，但雙方政府和鐵路公司都對此超長隧道並無任何興趣。

### 俄罗斯
建议在北海道北部采用变轨距1,435毫米（4英尺8+1⁄2英寸），也就是标准轨距，和1,520毫米（4英尺11+27⁄32英寸）的宽轨距（采用25 kV50 Hz交流电）固定连接。（见宗谷海峡通道）

### 中国
提议从博多到上海，从下关到大连的轮渡。（都带有1,435毫米（4英尺8+1⁄2英寸））

## 各地方鐵道概要
- 北海道鐵路運輸（日语：北海道の鉄道）
- 四國鐵路運輸（日语：四国の鉄道）
- 九州鐵路運輸（日语：九州の鉄道）
- 沖繩鐵道

### 舊日本統治地区相关鐵道
- 樺太鐵道
- 大韓民國鐵路運輸
- 朝鮮民主主義人民共和國鐵路運輸
- 臺灣鐵路運輸
- 中国大陆铁路运输
  - 南滿州鐵道
  - 華北交通
  - 華中鐵道

## 日本鐵路與日本以外的國家鐵路比較

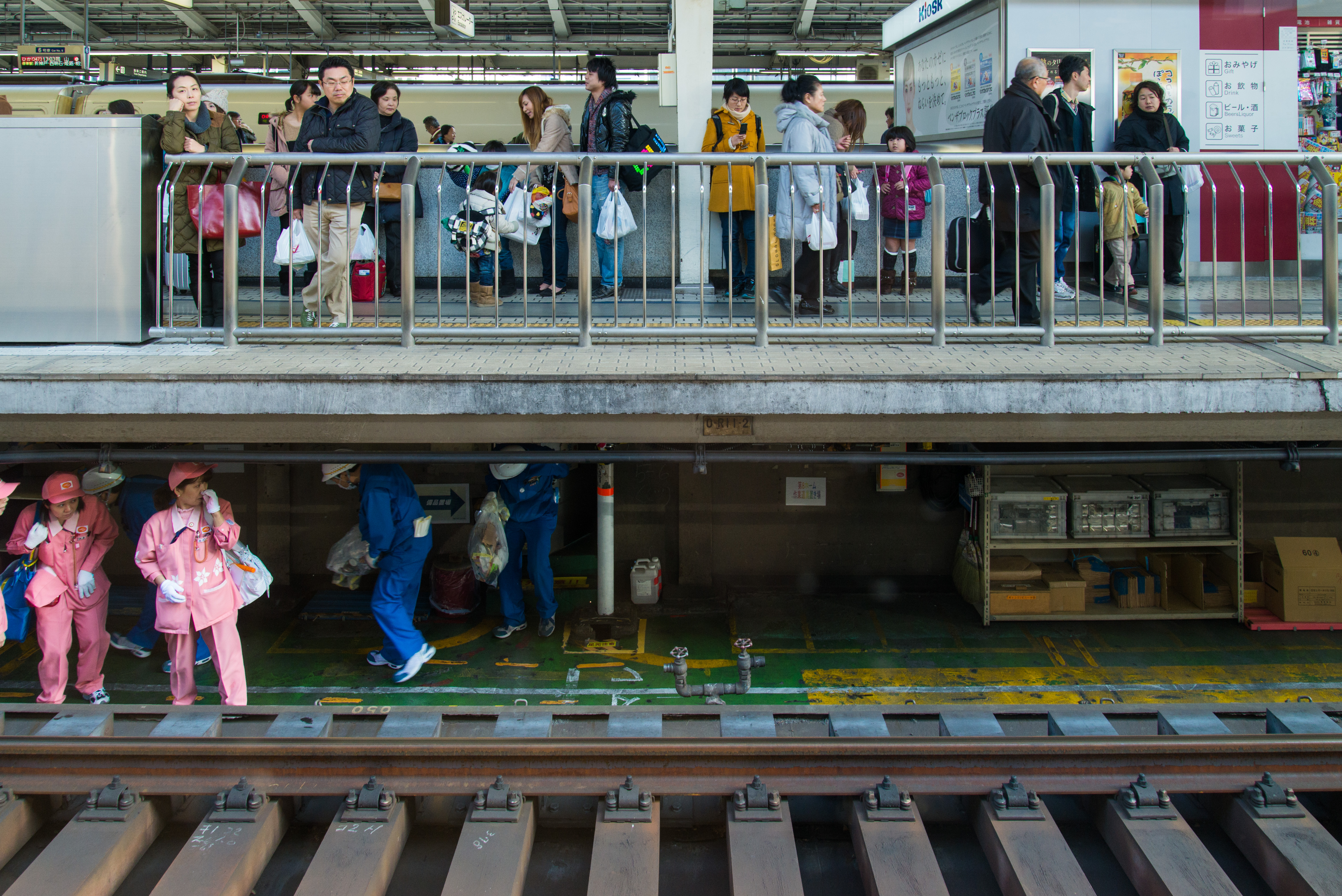
在東京站月台下空間等待列車進站的新幹線車內清潔人員

### 准点率高，交通基础设施薄弱
据称，与日本以外国家的铁路相比，日本铁路的准点率极高。
纪行作家宫胁俊三表示，日本铁路的列车数量之多和准点性令世界引以为傲。事实上，当日本以外的铁路人员来到日本登上新干线时，他们让每个人都带着怀表，计时到达车站的时间，当他们看到到达时间正好相差一秒时，他们认为也有人证实确实存在这种情况。此外，在日本以外的许多国家，大约5到15分钟的延误被认为是准点（即使是高铁），但在日本，即使延误大约15到30秒也被认为是延误，日本人关于时间甚至在各种书籍中都有介绍，作为这种感觉的支持来源。另一方面，2005年的福知山线出轨事故，给坚持正点带来了问题。
是什么支持铁路的准确性
- 列车数量多 - 在人口稠密的日本，列车数量往往比其他国家多，但即使是微小的时差也会影响其他列车，因此保持准点变得必要。
- 路线网络的复杂性 - 列车经常在分支站相互连接，有时会分开和合并。同样在这种情况下，如果出现轻微的偏差，就会影响所有线路上的许多列车，从而提高准点率。

另一方面，合理化给确保正常工作时间带来了以下障碍。
- 基础设施薄弱——尽管日本铁路的列车数量和运输量很大，但轨道和车站设备等基础设施却很薄弱。即使在通常适合双线的线路路段，也有很多只安装双线的情况。因此，一趟列车的轻微延误就会影响到所有涉及的线路。近年来，出于“合理化”的目的，支线和待避線已被拆除，对时间表中断的恢复能力也有所下降。
- 人力能力——过去，许多员工和工作人员努力工作以支持列车的准确运行，即使列车时刻表发生中断，也往往可以通过当地响应来凑合，但近年来，人员由于交通的减少和合理化，以及指挥的统一，详细的行动安排变得困难。此外，随着计算机的引入，在时间表被打乱的情况下也没有灵活性。

努力确保准时
没有聪明才智和努力，就不可能保持准时。目前的准点率是包括被称为“驾驶之神”的結城弘毅在内的各界人士为维持铁路正点而努力的结果。近年来，一些铁路公司不断重新审视各地的时刻表，延长此前因运输方式竞争而缩短的行车时间，并增加裕度时间，确保即使出现延误也没有问题。

### 民間部門較強
日本尤其是東京圈、大阪圈、名古屋圈、福岡圈的鐵路當中，私鐵發揮了很大作用。而分割、民營化後的JR之中，JR東日本、JR東海、JR西日本3間公司均達到黑字經營（即有盈餘的經營）。其中以JR、私鐵作為鐵路業的中心，展開了不動產、零售、旅館等與鐵路使用者和沿線居民生活息息相關各式各樣的關連事業。
在其他国家，现在铁路行业盈利极其困难，据说没有政府的投资，铁路业务就无法生存。因此，其他国家的铁路行业往往是国家或地方公共项目，有公营铁路或国有铁路。在铁路发展初期，许多国家都有私营运营商开发的铁路网络，但进入21世纪，除了日本之外，只有美国等少数国家由私营运营商在全国范围内建立铁路网络。
这样一个项目之所以可行，是因为如前所述，与其他国家相比，客运铁路的需求极高。然而，几乎没有可以运营东京、大阪地区等拥挤路线的线路区域的JR三岛公司（JR北海道、JR九州、JR四国）以及许多中小私鉄运营商并没有提供这种服务。如果没有足够的线路来维持航线网络，相关业务的利润不足以弥补铁路部门的亏损，就会面临管理困难。随着新干线开通而开始的在來線#並行在來線得到了地方政府的支持，但JR北海道线路和JR四国线路均出现亏损，JR九州线路除了篠栗線外也出现亏损，将假设自给自足盈利能力的计划应用于这些地区的企业是不合理的。
JR九州的铁路业务约占其销售额的40%，利润来自分销和房地产等相关业务。该公司于2017年完全私有化，股东要求其重组亏损的铁路业务，2018年3月，该公司通过修改时刻表，大幅减少了班次，包括主要大都市地区和主要干线的航班。不仅当地航班的便利性恶化，而且大都市地区的高峰时段拥堵预计也会加剧。
就区域铁路而言，96%的运营商存在经常账户赤字（2021财年）。

### 治安、清潔性高
日本是世界上鐵路治安和清潔性最高的國家之一。雖然近來有治安惡化指摘的聲音，然而日本即使是地下鐵乘客在車內睡覺而遭到犯罪的可能性也很低，就算是深夜女性也可安心一個人使用鐵路。另外鐵路車輛的塗鴉、破壞公物而荒廢列車的情況可見於多國，但現在的日本很少出現如此的情況，尊重一般的鐵路車輛為公共財產，因此能保持清潔的狀態。

## 鐵路線路代表色
列出了目前日本各条铁路线路的代表色。这些代表色被用于车辆喷涂、车站站牌、线路地图等之上，用于标示具体线路，防止乘客误乘。

### JR各公司代表色
| 公司名称（别称）          | 代表色                           | 代表色 |
| ------------------------- | -------------------------------- | ------ |
| 北海道旅客铁道 (JR北海道) | 淡绿色（當初國鐵制定的“萌黄色”） |        |
| 东日本旅客铁道 (JR东日本) | 绿色                             |        |
| 东海旅客铁道 (JR东海)     | 橙色                             |        |
| 西日本旅客铁道 (JR西日本) | 蓝色                             |        |
| 四国旅客铁道 (JR四国)     | 淡蓝色                           |        |
| 九州旅客铁道 (JR九州)     | 红色                             |        |
| 日本货物铁道 (JR货物)     | 蓝青色的容器(蓝色22号)           |        |

### 新干线
| 线路                                            | 代表色 | 代表色 |
| ----------------------------------------------- | ------ | ------ |
| 东海道新干线 山陽新干线 北陆新干线 (JR西日本段) | 蓝色   |        |
| 九州新干线                                      | 红色   |        |
| 东北新干线 上越新干线 北陆新干线(JR东日本段)    | 绿色   |        |
| 山形新干线                                      | 橙色   |        |
| 秋田新干线                                      | 粉红色 |        |
| 北海道新干线                                    | 淡绿色 |        |

| 列车名  | 代表色 | 代表色 |
| ------- | ------ | ------ |
| 希望    | 黄色   |        |
| 光      | 红色   |        |
| 回声/箭 | 蓝色   |        |
| 瑞穗    | 橙色   |        |
| 樱      | 粉红色 |        |
| 燕      | 浅蓝色 |        |